# کلایو سینکلر
کلایو سینکلر (به انگلیسی: Clive Sinclair) (۳۰ ژوئیهٔ ۱۹۴۰ — ۱۶ سپتامبر ۲۰۲۱) کارآفرین، مهندس، مخترع، و دانشمند رایانه اهل بریتانیا بود. 
وی در سال ۱۹۶۱ شرکت سینکلر رادیونیکس را تاسیس کرد که در سال ۱۹۷۲ اولین ماشین حساب جیبی باریک به نام Sinclair Executive را به بازار عرضه کرد. او بعدا به تولید رایانه خانگی روی آورد و محصولاتی مانند ZX80 که نخستین رایانه خانگی تولید انبوه ساخت انگلستان با قیمت کمتر از ۱۰۰ پوند بود و همچنین ZX81 و اسپکتروم را به بازار عرضه کرد که تاثیر مهمی در دوران اولیه صنعت کامپیوتر اروپا داشتند. شرکت سینکلر بعدا به ساخت تلویزیون صفحه تخت جیبی روی آورد که نتوانست موفقیت تجاری کسب کند. او بعدا با تاسیس شرکتی در زمینه حمل و نقل، اقدام به تولید اتومبیل الکتریکی کرد که آن هم از نظر تجاری موفق نبود. از محصولات بعدی این شرکت، یک دوچرخه تاشو با وزن کمتر از ۶ کیلوگرم بود که قابل حمل در وسایل نقلیه عمومی است.
سینکلر در سال ۱۹۸۳ موفق به کسب عنوان شوالیه شد. وی در ۱۶ سپتامبر ۲۰۲۱ بر اثر عوارض ناشی از بیماری سرطان در لندن درگذشت.

## مرگ
در ۱۶ سپتامبر ۲۰۲۱ سینکلر به دلیل بیماری ناشی از سرطان که بیش از یک دهه مبتلا بود در لندن انگلستان درگذشت. او ۸۱ سال داشت.

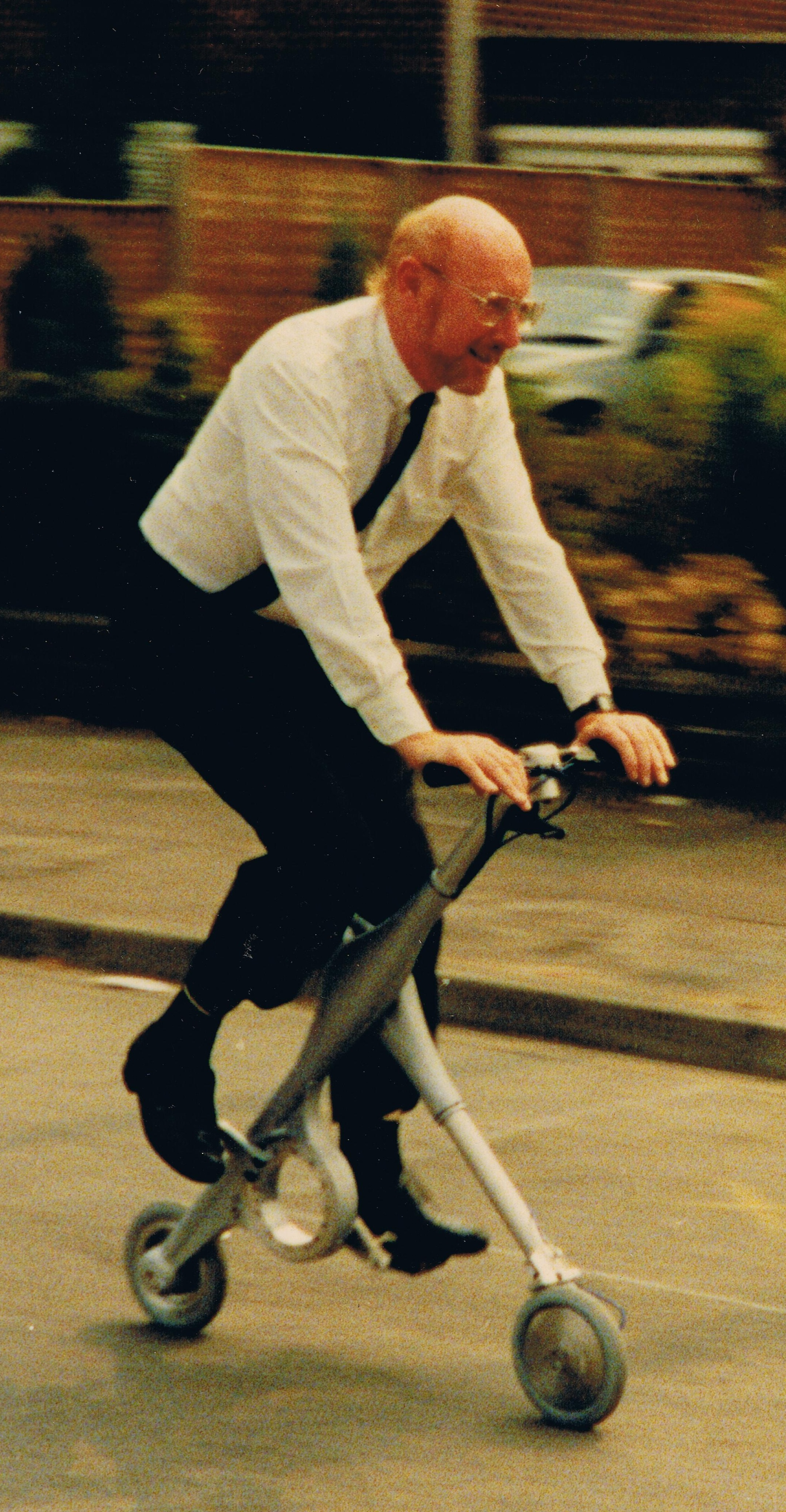
سینکلیر در حال چک نمونه اولیه دوچرخه -X